# Моара-Гречилор
Моара-Гречилор (рум. Moara Grecilor) — село у повіті Васлуй в Румунії. Адміністративно підпорядковане місту Васлуй.
Село розташоване на відстані 279 км на північний схід від Бухареста, 3 км на північ від Васлуя, 55 км на південь від Ясс, 140 км на північ від Галаца.

## Населення
За даними перепису населення 2002 року у селі проживали 1348 осіб, усі — румуни. Усі жителі села рідною мовою назвали румунську.